# سان سپراته
سان سپراته (به ایتالیایی: San Sperate) یک کومونه در ایتالیا است که در استان کالیاری واقع شده‌است. سان سپراته ۲۶٫۲ کیلومتر مربع مساحت و ۶٬۹۸۲ نفر جمعیت دارد.